# Sainte-Marie-d'Alvey
Sainte-Marie-d'Alvey este o comună în departamentul Savoie din sud-estul Franței. În 2009 avea o populație de 135 de locuitori.

## Evoluția populației
| An        | 1975 | 1982 | 1990 | 1999 | 2006 | 2009 |
| --------- | ---- | ---- | ---- | ---- | ---- | ---- |
| Populație | 95   | 94   | 108  | 130  | 133  | 135  |